# Ginsterlederzikade

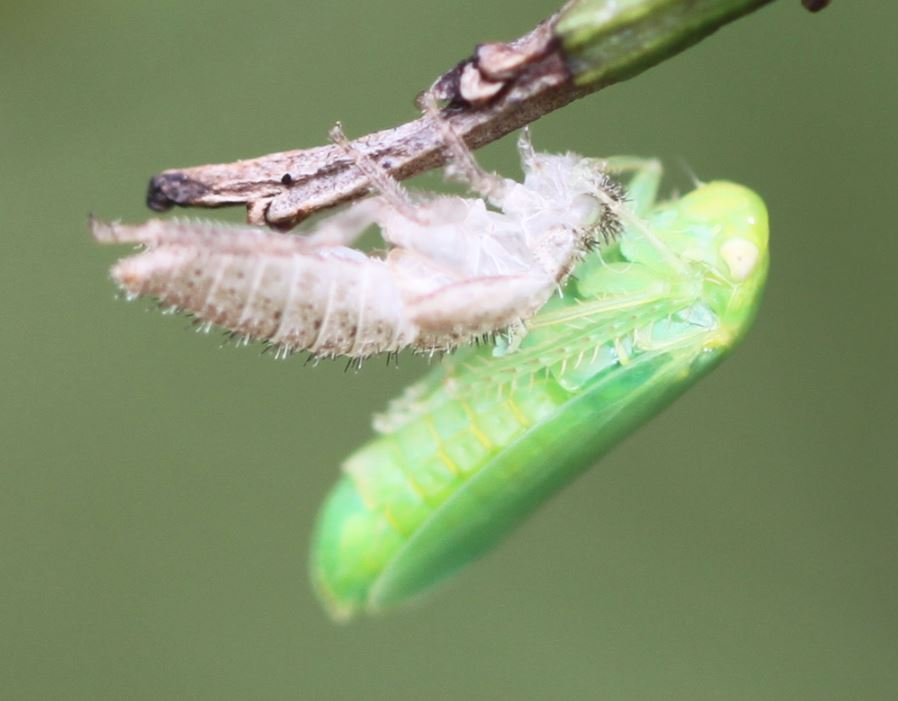
Ginsterlederzikade mit Exuvie

Die Ginsterlederzikade (Batracomorphus allionii) ist eine Zwergzikade aus der Unterfamilie der Lederzikaden (Iassinae).

## Merkmale
Die Zikaden werden 7–8 mm lang. Sie sind fast vollständig grün gefärbt. Lediglich nahe der Spitze der Vorderflügel befindet sich ein dunkler Fleck.

## Ähnliche Arten
Die Sonnenröschen-Lederzikade (Batracomorphus irroratus) ist etwas kleiner und mit kleinen schwarzen Punkten übersät. Im Gegensatz zu den Arten der verwandten Gattung Iassus besitzen die Batracomorphus-Arten 5 anstatt 3 Dorne an der Spitze der hinteren Femora.

## Vorkommen
Die Art ist in Europa weit verbreitet. Im Süden Englands wurde die Art erst kürzlich entdeckt, wobei unklar ist, welche Futterpflanze die Zikaden dort nutzen.

## Lebensweise
Den typischen Lebensraum der Ginsterlederzikade bilden Heide, Trockenrasen und Waldränder, wo ihre Futterpflanzen, der
Besenginster (Cytisus scoparius) und der Färber-Ginster (Genista tinctoria), wachsen. 
Die Imagines beobachtet man üblicherweise zwischen Ende Juni und Anfang September. Die Art bildet eine Generation pro Jahr aus. Sie überwintert als Ei.